# Monceau (metropolitana di Parigi)
Monceau è una stazione della metropolitana di Parigi, che serve la linea 2.
Il nome deriva da un villaggio in questo settore che è stato inglobato da Parigi. Serve il Parc Monceau.